# Frederick Stephani
Friedrich Fritz Stephani, conhecido em seu meio como Frederick Stephani (Bonn, 13 de junho de 1903 - Los Angeles, 31 de outubro de 1962) foi um roteirista e diretor cinematográfico alemão, naturalizado norte-americano.
Foi o co-roteirista e diretor do seriado Flash Gordon de 1936, trabalhando para a Universal Pictures, e também escreveu e dirigiu o seriado Steve Randall, em 1952, para os estúdios DuMont Television Network. Em 1960, escreveu o roteiro do filme alemão Bombs on Monte Carlo e em 1962 dirigiu o seu último grande trabalho, o seriado televisivo The Deputy, para a NBC.

## Ligação externa
- Frederick Stephani. no IMDb.